# 莎乐美 (1515年)
现藏于罗马多利亚·潘菲利美术馆 的《莎乐美》是文艺复兴晚期威尼斯画家提香的一幅早期油画作品。绘制于1515 年左右。画作描绘莎乐美 手捧施洗约翰的头颅，但也有人认为描绘的是友弟德。  